# 1973 في السويد
فيما يلي قوائم الأحداث التي وقعت خلال عام 1973 في السويد.

## كتب
من الكتب التي صدرت هذه السنة في السويد:
- 1 يناير – الأخوان قلب الأسد من تأليف أستريد ليندغرين.

## مواليد

### فبراير
- 17 فبراير – شيرلي كلامب مغنية سويدية.

### مارس
- 10 مارس – نيك بوستروم فيلسوف سويدي.
- 19 مارس – ماغنوس هيدمان لاعب كرة قدم سويدي.

### أبريل
- 15 أبريل – تيدي لوشيتش لاعب كرة قدم سويدي.

### مايو
- 7 مايو – توماس أنتونيليوس لاعب كرة قدم سويدي.
- 16 مايو – باتريك فريدريكسون لاعب كرة مضرب سويدي.

### يوليو
- 5 يوليو – ماركوس ألباك لاعب كرة قدم سويدي.

### أغسطس
- 7 أغسطس – أرماند كراجنك ملاكم سويدي.

### سبتمبر
- 15 سبتمبر – الأمير دانيال دوق فسترغوتلاند أمير سويدي.

### أكتوبر
- 3 أكتوبر – ليوبومير فرانيس لاعب كرة يد سويدي.
- 16 أكتوبر – إيفا روسي ممثلة سويدية.
- 17 أكتوبر – بيورن بنغتسون ممثل سويدي.
- 27 أكتوبر – جيسيكا أندرسون مغنية سويدية.

### ديسمبر
- 27 ديسمبر – توبياس بلسترم سياسي سويدي.

### مارس
- 27 مارس – تيمو موكا (مواليد 1944) كاتب فنلندي.

### يونيو
- 5 يونيو – غوستا دونكر (مواليد 1905) لاعب ومدرب كرة قدم سويدي.
- 11 يونيو – فولك روجارد (مواليد 1899)
- 12 يونيو – نيلس هيالمار أودنر (مواليد 1884)

### سبتمبر
- 15 سبتمبر – غوستاف السادس أدولف (مواليد 1882)